# Zosterops vellalavella
Zosterops vellalavella là một loài chim trong họ Zosteropidae.